# Bersillies
Pour l’article homonyme, voir Bersillies-l'Abbaye.
Bersillies est une commune française située dans le département du Nord, en région Hauts-de-France.

## Géographie

### Localisation
Bersillies  est un village de l'Avesnois situé à 3 km au sud de la frontière franco-belge et 15 [km de Mons, 33 km au sud-ouest de Charleroi, 5 km au nord de Maubeuge et 23 km d'Avesnes-sur-Helpe, 35 [km à l'est de Valenciennes et 74 km au sud-est de Lille. Il est aisément accessible depuis la route nationale 2.
Bersillies est traversée par le sentier de grande randonnée GR 655, dit Via Turonensis.

### Communes limitrophes
| Bettignies | Villers-Sire-Nicole | Villers-Sire-Nicole |
| Mairieux   | Bersillies          | Vieux-Reng          |
| Mairieux   | Élesmes             | Élesmes             |

### Hydrographie

#### Réseau hydrographique
La commune est située dans le bassin Artois-Picardie. Elle est drainée par le ri hoyau, le ruisseau de l'Hôpital, le ruisseau Des Gouffres, le ruisseau Des Prés à rieux, le ruisseau du Marais et le ruisseau du Ronsart,,.

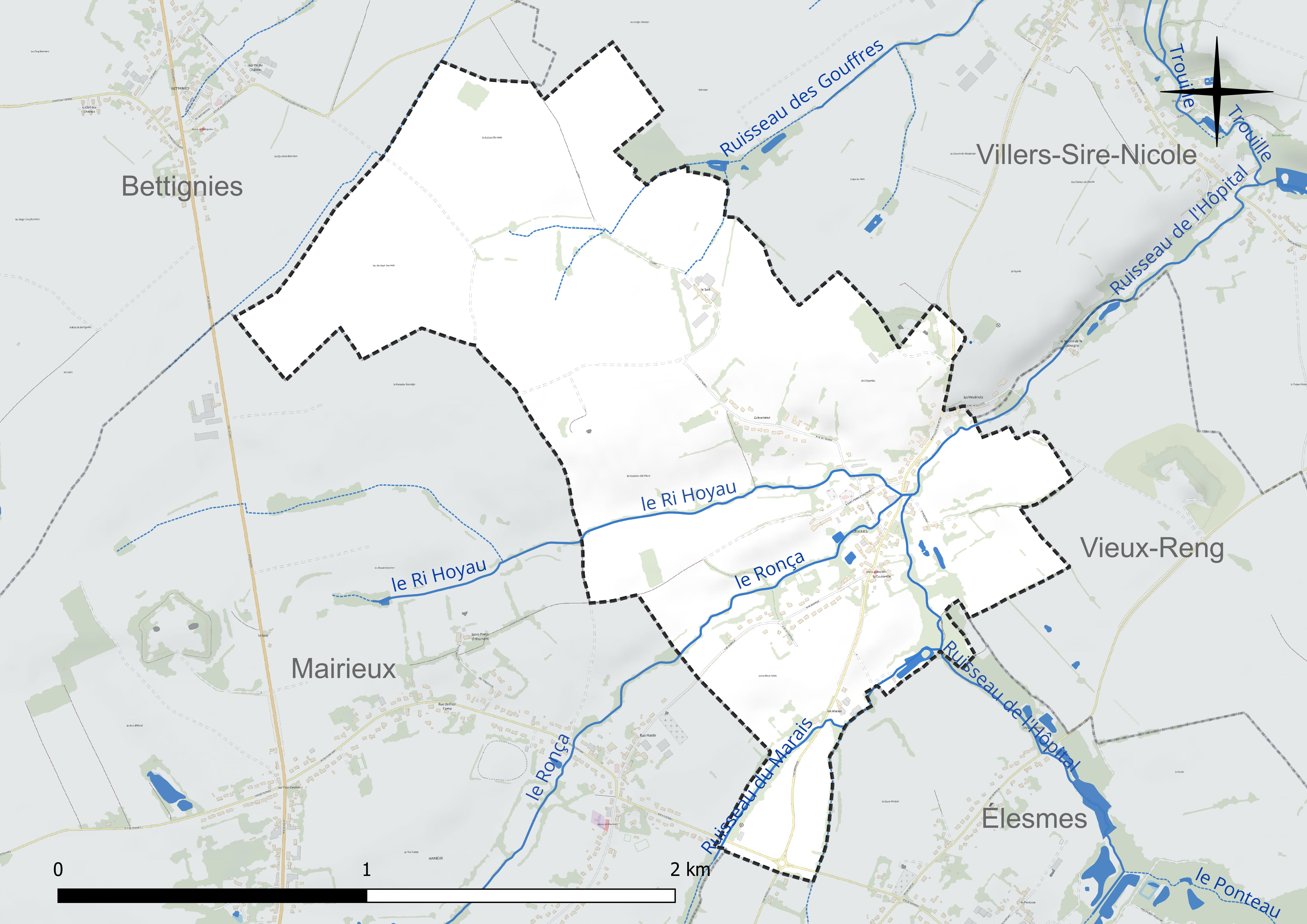
Réseau hydrographique de Bersillies.

#### Gestion et qualité des eaux
Le territoire communal est couvert par le schéma d'aménagement et de gestion des eaux (SAGE) « Escaut ». Ce document de planification concerne un territoire de 2 005 km2 de superficie, délimité par le bassin versant de l'Escaut. Le périmètre a été arrêté le 9 juin 2006 et le SAGE proprement dit a été approuvé le 13 juillet 2021. La structure porteuse de l'élaboration et de la mise en œuvre est le syndicat mixte Escaut et Affluents (SyMEA).
La qualité des cours d'eau peut être consultée sur un site dédié géré par les agences de l'eau et l'Agence française pour la biodiversité.

### Climat
Pour des articles plus généraux, voir Climat des Hauts-de-France et Climat du Nord.
En 2010, le climat de la commune est de type climat des marges montargnardes, selon une étude du CNRS s'appuyant sur une série de données couvrant la période 1971-2000. En 2020, Météo-France publie une typologie des climats de la France métropolitaine dans laquelle la commune est exposée à un climat océanique altéré et est dans la région climatique Nord-est du bassin Parisien, caractérisée par un ensoleillement médiocre, une pluviométrie moyenne régulièrement répartie au cours de l'année et un hiver froid (3 °C).
Pour la période 1971-2000, la température annuelle moyenne est de 10 °C, avec une amplitude thermique annuelle de 15,1 °C. Le cumul annuel moyen de précipitations est de 864 mm, avec 12,5 jours de précipitations en janvier et 9,7 jours en juillet. Pour la période 1991-2020, la température moyenne annuelle observée sur la station météorologique la plus proche, située sur la commune de Saint-Hilaire-sur-Helpe à 22 km à vol d'oiseau, est de 10,5 °C et le cumul annuel moyen de précipitations est de 802,4 mm,. Pour l'avenir, les paramètres climatiques de la commune estimés pour 2050 selon différents scénarios d'émission de gaz à effet de serre sont consultables sur un site dédié publié par Météo-France en novembre 2022.

## Urbanisme

### Typologie
Au 1er janvier 2024, Bersillies est catégorisée commune rurale à habitat dispersé, selon la nouvelle grille communale de densité à sept niveaux définie par l'Insee en 2022.
Elle est située hors unité urbaine. Par ailleurs la commune fait partie de l'aire d'attraction de Maubeuge (partie française), dont elle est une commune de la couronne,. Cette aire, qui regroupe 65 communes, est catégorisée dans les aires de 50 000 à moins de 200 000 habitants,.

### Occupation des sols
L'occupation des sols de la commune, telle qu'elle ressort de la base de données européenne d'occupation biophysique des sols Corine Land Cover (CLC), est marquée par l'importance des territoires agricoles (89,5 % en 2018), une proportion identique à celle de 1990 (89,5 %). La répartition détaillée en 2018 est la suivante : 
terres arables (53 %), prairies (36,5 %), zones urbanisées (10,5 %). L'évolution de l'occupation des sols de la commune et de ses infrastructures peut être observée sur les différentes représentations cartographiques du territoire : la carte de Cassini (XVIIIe siècle), la carte d'état-major (1820-1866) et les cartes ou photos aériennes de l'IGN pour la période actuelle (1950 à aujourd'hui).

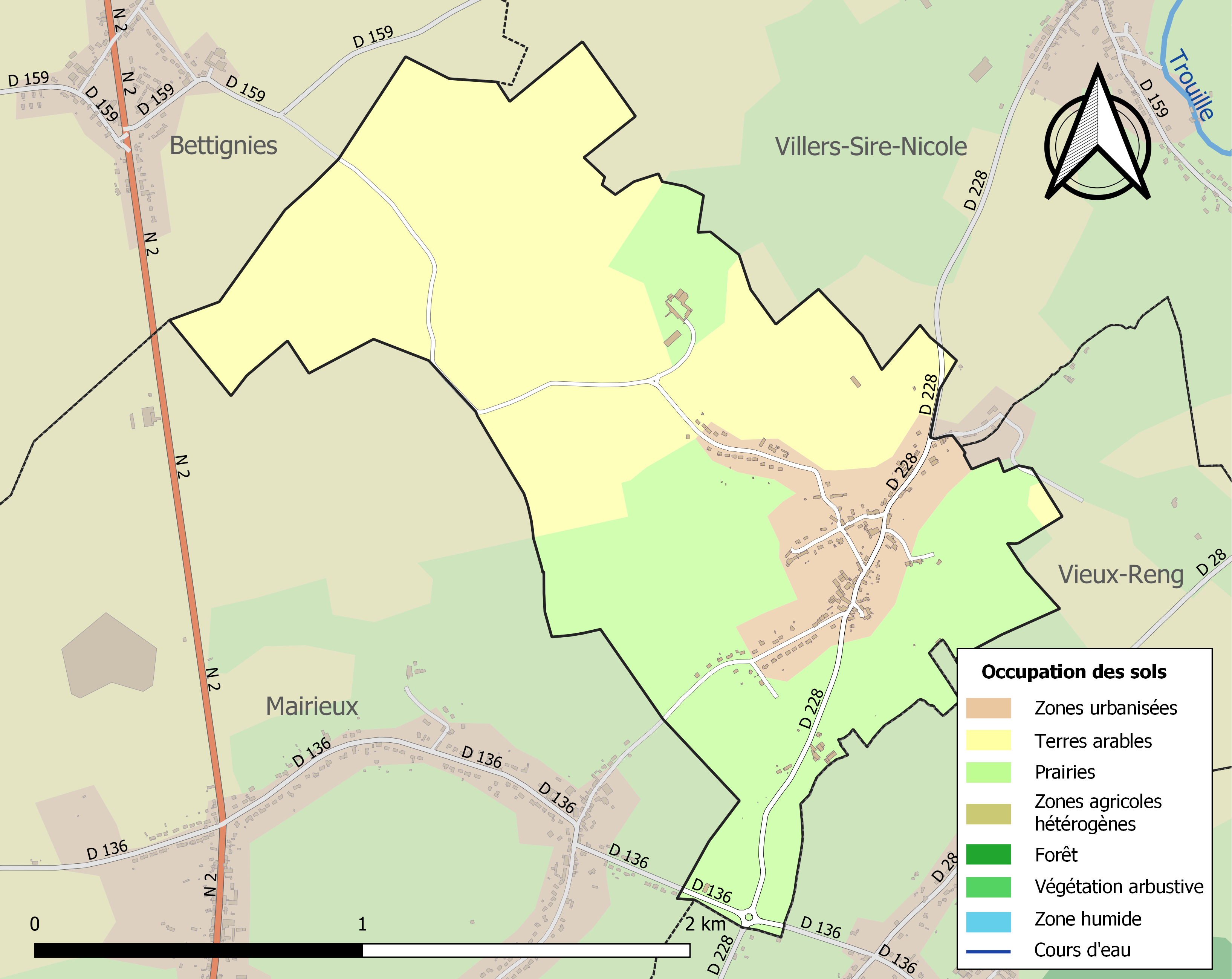
Carte des infrastructures et de l'occupation des sols de la commune en 2018 (CLC).

### Habitat et logement
En 2019, le nombre total de logements dans la commune était de 117, alors qu'il était de 109 en 2014 et de 120 en 2009.
Parmi ces logements, 91,3 % étaient des résidences principales, 1,7 % des résidences secondaires et 7 % des logements vacants. Ces logements étaient pour 98,3 % d'entre eux des maisons individuelles et pour 1,7 % des appartements.
Le tableau ci-dessous présente la typologie des logements à Bersillies en 2019 en comparaison avec celle du Nord et de la France entière. Une caractéristique marquante du parc de logements est ainsi une proportion de résidences secondaires et logements occasionnels (1,7 %) supérieure à celle du département (1,6 %) et à celle de la France entière (9,7 %). Concernant le statut d'occupation de ces logements, 90,5 % des habitants de la commune sont propriétaires de leur logement (90,5 % en 2014), contre 54,7 % pour le Nord et 57,5 pour la France entière.
| Typologie                                               | Bersillies | Nord | France entière |
| ------------------------------------------------------- | ---------- | ---- | -------------- |
| Résidences principales (en %)                           | 91,3       | 90,6 | 82,1           |
| Résidences secondaires et logements occasionnels (en %) | 1,7        | 1,6  | 9,7            |
| Logements vacants (en %)                                | 7          | 7,8  | 8,2            |

### Voies de communication et transports
La commune est desservie, en 2024, par le service de transport à la demande du réseau Stibus.

## Toponymie
La localité a été désignée sous les noms de Bersely(Tit. de Saint-Aubert. Le Carp. Pr. II, 82), Barsilies en 1151 (Cartulaire de l'abbaye de Liessies), Bercillies en 1151 (id.), Berchillies en 1186 (J. de G., ann. du Hain , XII, 339), Bercillies-lez-Mairieux en 1246, Berchillies en 1244, Bierchillies en 1484 (manusc. de la bib. de Valenciennes), Bhersillies en 1566 (acte de Marguerite de Parme), Bersilly, Berseillies, Bercely (documents divers).
Le nom vient peut-être de bersée, enclos et de ly, champ. Soit champ de l'enclos[réf. nécessaire].

## Histoire

### Moyen Âge
Saint Aldebert, comte d'Ostrevent, fonde en 760 à Bersillies, un monastère qui est transféré peu après à Denain, où il est devenu un chapitre de chanoinesses.
Le village appartint de tout temps, avec ses dépendances, au chapitre de Maubeuge, qui y possédait des rentes, des revenus, et la plupart des droits seigneuriaux.
Les principales dépendances de Bersillies étaient presque toutes enclavées dans les localités voisines. Ces enclaves étaient : le hameau des Mottes, près de La Longueville ; le bois et la ferme de dessus les Sars, au nord de Maubeuge ; les fermes du Roteleux et de Héron-Fontaine. Le chapitre de Maubeuge, avec une autre portion attenante à la ville, y était aussi compris, et constituait ce que l'on appelait la seigneurie de Berseillies-en-Maubeuge.
Le chapitre de Maubeuge, outre les cens et revenus, avait le droit de mortemain et celui de nommer le premier et troisième échevin de la commune. L'abbesse de Maubeuge choisissait parmi les 8 échevins de la commune, le mayeur.
Une chapelle y est fondée du temps de Charlemagne. En 1186, elle est une paroisse du décanat de Maubeuge. L'église appartenait à l'abbaye d'Hautmont et était une annexe de celle de Mairieux.

### Temps modernes
Le village a été dévasté en 1554 par les troupes de Henri II, marchant sur Maubeuge].. De cette année date le début de la construction de l'actuelle église Saint-Aldegonde, bâtie sur un monticule.
En 1789, l'église est détachée de Mairieux et devient une annexe de celle de Villers-Sire-Nicole].

### Révolution française et Empire
En 1792, il y avait des escarmouches entre les Alliés et l'armée des Révolutionnaires, c'était le prélude de la bataille de La Grisoelle.
Du  28 mars 1793 au 29 juin 1794, les troupes autrichiennes campent à Bersillies.

### Époque contemporaine
En 1843, l'église est réunie avec l'église d'Élesmes.
Au XIXe siècle est noté l'existence d'un moulin à blé.
Pendant les deux guerres mondiales, Bersillies fait partie de la ligne de défense autour de Maubeuge.
Au début de la Première Guerre mondiale, fin août - début septembre 1914, Bersillies se trouve sous le feu ennemi et est pris le 5 septembre 1914. Le village, occupé jusque presque à la fin de la guerre, a été forcé en 1916 par les occupants de transférer les victimes à la nécropole nationale d'Assevent.
L'ouvrage de Bersillies est intégré en 1936-1939 dans la ligne Maginot, mais il est abimé dès le début des combats de la Seconde Guerre mondiale, mai 1940.

## Politique et administration

### Rattachements administratifs et électoraux

#### Rattachements administratifs
La commune se trouve dans l'arrondissement d'Avesnes-sur-Helpe du département du Nord.
Elle faisait partie de 1801 à 1910 du canton de Maubeuge, année où elle est intégrée au nouveau canton de Maubeuge-Nord. Dans le cadre du redécoupage cantonal de 2014 en France, cette circonscription administrative territoriale a disparu, et le canton n'est plus qu'une circonscription électorale.

#### Rattachements électoraux
Pour les d'un nouveau canton de Maubeuge
Pour l'élection des députés, elle fait partie de la troisième circonscription du Nord.

### Intercommunalité
Bersillies était membre de la communauté de communes du Nord Maubeuge, un établissement public de coopération intercommunale (EPCI) à fiscalité propre créé en 1993 et auquel la commune avait transféré un certain nombre de ses compétences, dans les conditions déterminées par le code général des collectivités territoriales.
Cette intercommunalité a fusionné avec ses voisine pour s'intégrer, le 1er janvier 2014, dans la communauté d'agglomération Maubeuge Val de Sambre dont est désormais membre la commune.

### Liste des maires
Maire en 1881 : Moreau.
| Période                                  | Période                         | Identité                                              | Étiquette | Qualité |
| ---------------------------------------- | ------------------------------- | ----------------------------------------------------- | --------- | --- |
| Les données manquantes sont à compléter. |                                 |                                                       |           | |
| avant 1802-1803.                         |                                 | Zéphirin Ducarne                                      |           | |
| 1807                                     | 1808                            | M. Riche                                              |           | |
| Les données manquantes sont à compléter. |                                 |                                                       |           | |
| 1914                                     |                                 | Georges Pesant                                        |           | |
| 1923                                     |                                 | Eugène Moreau                                         |           | |
| Les données manquantes sont à compléter. |                                 |                                                       |           | |
|                                          | 2005                            | Robert Degueldre (8 septembre 1925 - 18 janvier 2016) |           | Démissionnaire |
| 2005                                     | En cours (au 13 septembre 2022) | Marie-Paule Rousselle (née le 2 juin 1949)            | DVD       | Conseillère communautaire déléguée de la CAMVS (2020 → ) Conseillère départementale de Maubeuge (2021 → ) Réélue pour le mandat 2020-2026, |

## Équipements et services publics

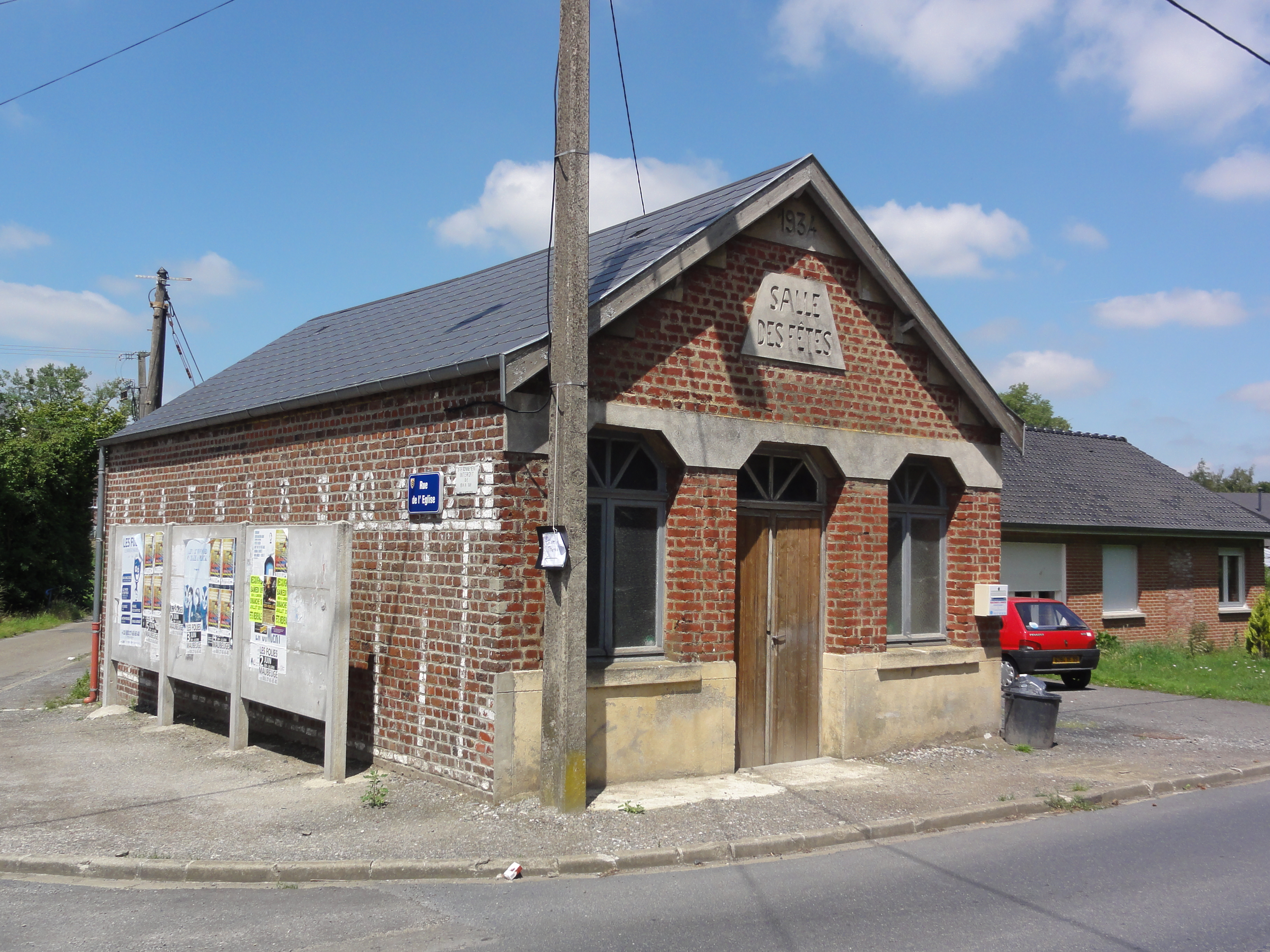
La salle des fêtes.

### Enseignement
Bersillies relève de l'académie de Lille.

## Population et société

### Démographie

#### Évolution démographique
L'évolution du nombre d'habitants est connue à travers les recensements de la population effectués dans la commune depuis 1793. Pour les communes de moins de 10 000 habitants, une enquête de recensement portant sur toute la population est réalisée tous les cinq ans, les populations de référence des années intermédiaires étant quant à elles estimées par interpolation ou extrapolation. Pour la commune, le premier recensement exhaustif entrant dans le cadre du nouveau dispositif a été réalisé en 2007.

En 2022, la commune comptait 243 habitants, en évolution de −4,33 % par rapport à 2016 (Nord : +0,51 %, France hors Mayotte : +2,11 %).
| 1793 | 1800 | 1806 | 1821 | 1831 | 1836 | 1841 | 1846 | 1851 |
| ---- | ---- | ---- | ---- | ---- | ---- | ---- | ---- | ---- |
| 192  | 204  | 155  | 156  | 207  | 204  | 200  | 192  | 194  |

| 1856 | 1861 | 1866 | 1872 | 1876 | 1881 | 1886 | 1891 | 1896 |
| ---- | ---- | ---- | ---- | ---- | ---- | ---- | ---- | ---- |
| 201  | 186  | 192  | 177  | 185  | 169  | 159  | 147  | 138  |

| 1901 | 1906 | 1911 | 1921 | 1926 | 1931 | 1936 | 1946 | 1954 |
| ---- | ---- | ---- | ---- | ---- | ---- | ---- | ---- | ---- |
| 160  | 176  | 156  | 109  | 132  | 131  | 206  | 162  | 161  |

| 1962 | 1968 | 1975 | 1982 | 1990 | 1999 | 2006 | 2007 | 2012 |
| ---- | ---- | ---- | ---- | ---- | ---- | ---- | ---- | ---- |
| 198  | 173  | 193  | 246  | 272  | 275  | 263  | 261  | 253  |

| 2017 | 2022 | - | - | - | - | - | - | - |
| ---- | ---- | - | - | - | - | - | - | - |
| 252  | 243  | - | - | - | - | - | - | - |

#### Pyramide des âges
La population de la commune est relativement âgée.
En 2018, le taux de personnes d'un âge inférieur à 30 ans s'élève à 29,7 %, soit en dessous de la moyenne départementale (39,5 %). À l'inverse, le taux de personnes d'âge supérieur à 60 ans est de 34,6 % la même année, alors qu'il est de 22,5 % au niveau départemental.
En 2018, la commune comptait 130 hommes pour 124 femmes, soit un taux de 51,18 % d'hommes, largement supérieur au taux départemental (48,23 %).
Les pyramides des âges de la commune et du département s'établissent comme suit.
| Hommes | Classe d’âge | Femmes |
| ------ | ------------ | ------ |
| 0,8    | 90 ou +      | 0,8    |
| 3,1    | 75-89 ans    | 8,2    |
| 27,2   | 60-74 ans    | 29,4   |
| 21,7   | 45-59 ans    | 22,8   |
| 15,5   | 30-44 ans    | 11,4   |
| 19,3   | 15-29 ans    | 13,8   |
| 12,4   | 0-14 ans     | 13,8   |

| Hommes | Classe d’âge | Femmes |
| ------ | ------------ | ------ |
| 0,5    | 90 ou +      | 1,4    |
| 5,3    | 75-89 ans    | 8,1    |
| 14,8   | 60-74 ans    | 16,2   |
| 19,1   | 45-59 ans    | 18,4   |
| 19,5   | 30-44 ans    | 18,7   |
| 20,7   | 15-29 ans    | 19,1   |
| 20,2   | 0-14 ans     | 18     |

## Culture et patrimoine

### Lieux et monuments
- Des lieux-dits historiques : Hameau des Mottes ; Le bois de dessus les Sars ; La ferme de dessus les Sars ; La ferme du Roteleux ; La ferme de Héron-Fontaine.
- L'église Saint-Aldegonde de 1554 ; elle contient une cloche de 1549, classée[19] ; dans l'ancien enclos de l'église une dalle funéraire et un calvaire funéraire sont classées.
- L'ouvrage de Bersillies, une petite fortification d'infanterie de 4e classe comptant deux blocs et réalisé de 1935 à 1938 dans le cadre de la ligne Maginot , situé à la limite de Bersillies et de Villers-Sire-Nicole. Lors de la Bataille de France, l'ouvrageest  abîmé par les combats de mai 1940[19].
- Chapelle Notre-Dame de Bon Secours, créée par J.-Bte. Loiseau.
- Monument aux morts, restauré et déplacé au centre du village en 2021[33].

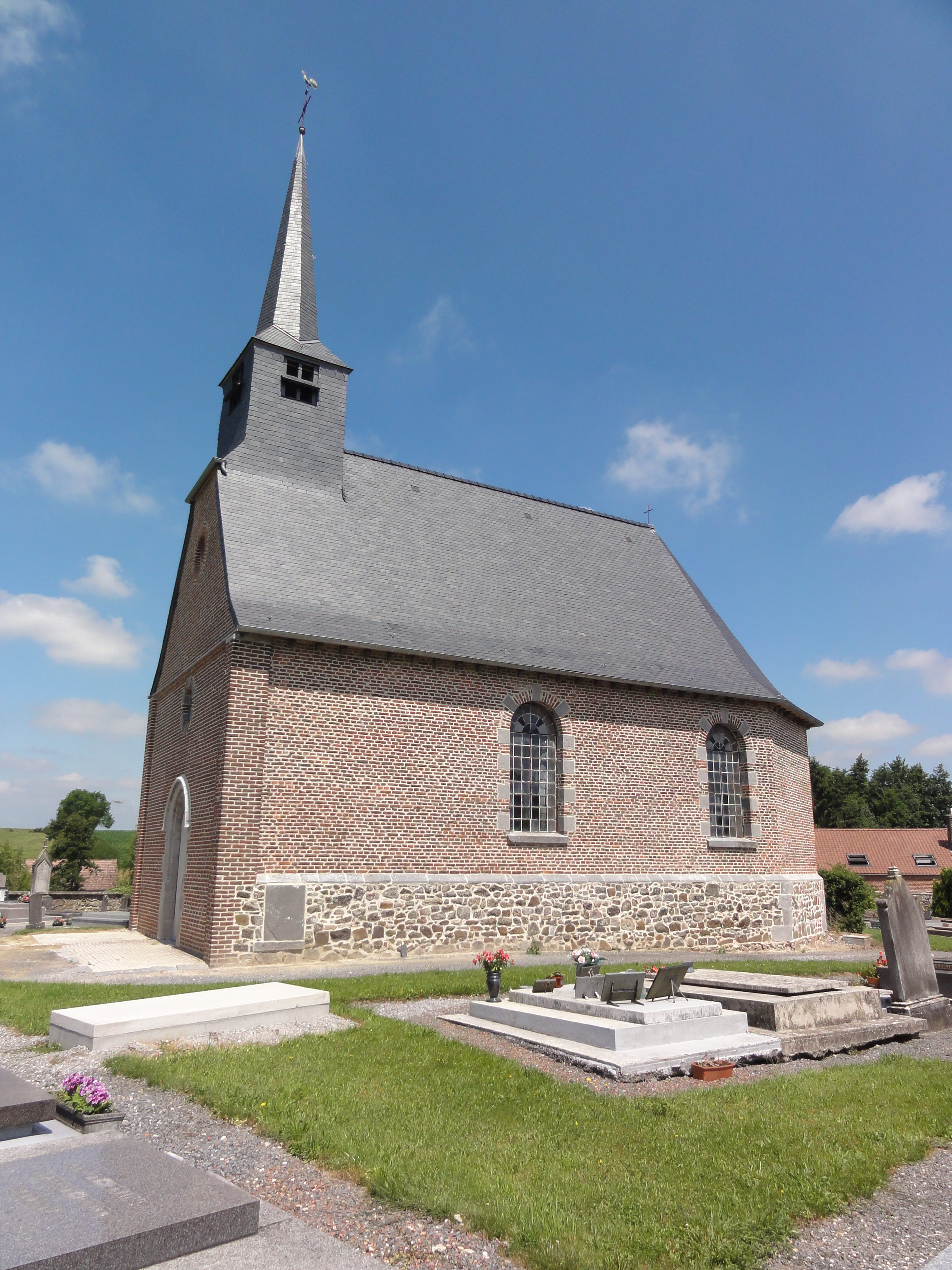
L'église.
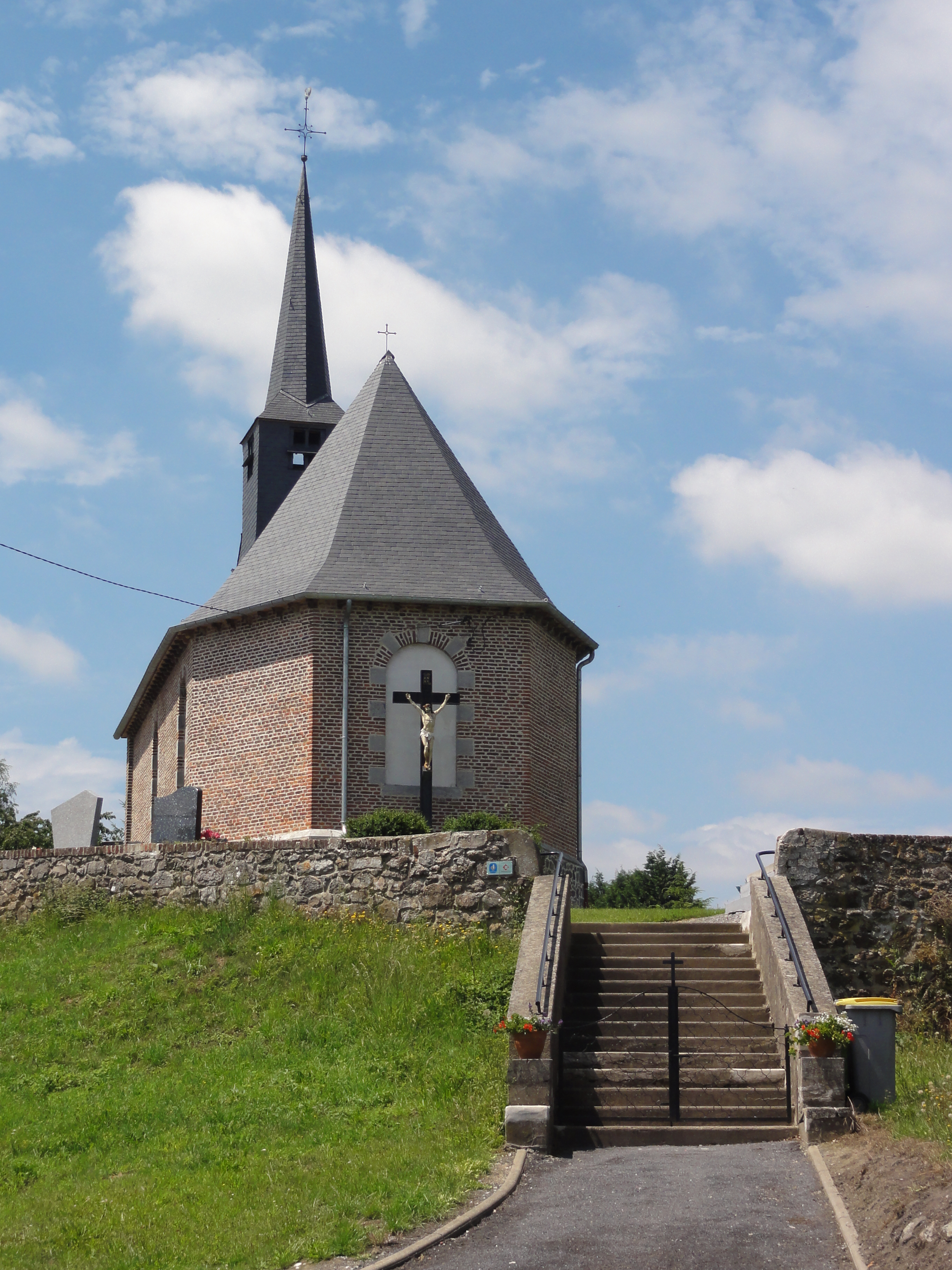
L'église sur son monticule avec le calvaire funéraire, MH
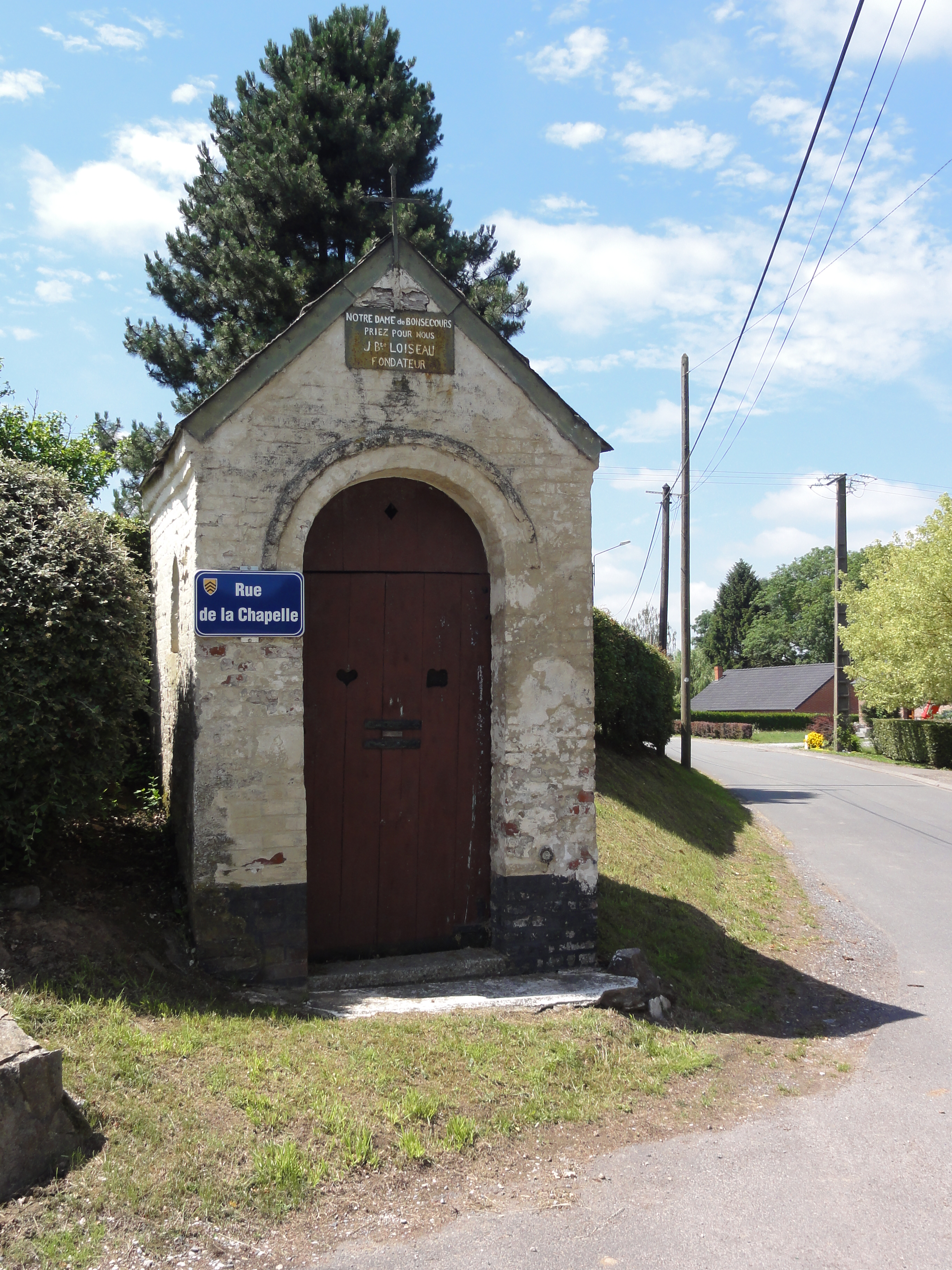
Chapelle N.D. de Bon Secours, rue de la Chapelle

### Personnalités liées à la commune
Le nom de certains seigneurs nous est parvenu :
- En 956, le roi Lothaire Ier donne à Hansart, son médecin, pour en jouir pendant toute sa vie, des manoirs à Bersillies, avec tous les serfs, hommes et femmes, qui en dépendaient, à condition que ce bénéfice retourne à l'abbaye de Maroilles après sa mort[19].
- Pierre, évêque de Châlons, et Hugues, abbé de Saint-Sépulcre  à Cambrai, chargés en 1249 de tenir l'enquête relative à la légitimation de Jean et Bauduin d'Avesnes, reçoivent à Laon, les dépositions de plusieurs seigneurs du Hainaut, dont ceux de Gobert de Bersillies, chevalier[19].
- Dans un état des hommages dus au roi de Bohême dans le comté de Hainaut, pour l'année 1334, figure Caignons de Bersillies[19].

### Héraldique
| Blason de Bersillies | Blason  | D'or à trois chevrons de sable.                  |
| Blason de Bersillies | Détails | Le statut officiel du blason reste à déterminer. |

## Pour approfondir